# Villa de Marsilio
Die Villa de Marsilio ist ein Landhaus aus dem 18. Jahrhundert im Viertel San Carlo all’Arena von Neapel in der italienischen Region Kampanien. Sie liegt im Gebiet von Capodimonte.

## Geschichte
Das Gebäude stammt aus dem 18. Jahrhundert und wurde zusammen mit dem angrenzenden Grundstück von König Joseph Bonaparte dem Prinzen Pasquale Serra, dem Großen Kammerherrn des Königs, geschenkt. Später befand es sich in den Händen der Familie Bourbon-Sizilien und 1819 zählte es zu den Immobilien von Ottavio de Marsilio.
Nach dem Eigentümer Ottavio de Marsilio wurde das Gebäude erweitert und erhielt auch einen großen Garten im romantischen Stil, das besondere Element des gesamten Komplexes.

## Beschreibung
Das Gebäude besteht im Erdgeschoss aus zwei verbundenen Innenhöfen, die von verschiedenen Räumen umgeben sind. Im Obergeschoss befinden sich dagegen eine kleine Privatkapelle und die Schlafzimmer.